# Heidi Gan
Heidi Gan (ur. 8 października 1988 w Adelaide) – malezyjska pływaczka długodystansowa. Olimpijka z Londynu i Rio de Janeiro.

## Przebieg kariery
W zawodach rangi międzynarodowej debiutowała w 2007 roku, startując na igrzyskach Azji Południowo-Wschodniej, podczas których brała udział w konkursie sztafety 4x200 metrów stylem klasycznym.
W 2012 roku Gan zaczęła startować w zawodach pływackich na otwartym akwenie. Wystartowała na rozgrywanych w Londynie letnich igrzyskach olimpijskich. W rywalizacji na otwartym akwenie (10 km) Malezyjka uzyskała czas 2:00:45,00 – dało jej to 15. pozycję w klasyfikacji końcowej. W 2013 roku brała udział w mistrzostwach świata, które rozegrano w Barcelonie, w swojej konkurencji zajęła 28. pozycję. Dwa lata później ponownie wystartowała w mistrzostwach świata. W konkurencji na dystansie 5 kilometrów zajęła 21. pozycję z czasem 1:00:52,10. Natomiast na dystansie 10 kilometrów uzyskała czas 2:00:34,40 i uplasowała się na 33. pozycji.
W 2016 roku reprezentowała Malezję na rozgrywanych w Rio de Janeiro letnich igrzyskach olimpijskich. Wzięła udział w zawodach na dystansie 10 kilometrów i z czasem 1:59:07,90 uplasowała się na 21. pozycji.

## Rekordy życiowe
stan na 10 sierpnia 2021
| Konkurencja            | Data             | Miejsce    | Rezultat   |
| Basen 50 m             | Basen 50 m       | Basen 50 m | Basen 50 m |
| ---------------------- | ---------------- | ---------- | ---------- |
| 50 m stylem dowolnym   | 28 marca 2008    | Sydney     | 0:27,65    |
| 100 m stylem dowolnym  | 26 marca 2008    | Sydney     | 0:58,83    |
| 200 m stylem dowolnym  | 24 marca 2008    | Sydney     | 2:05,82    |
| 400 m stylem dowolnym  | 16 marca 2012    | Adelaide   | 4:23,80    |
| 800 m stylem dowolnym  | 18 marca 2012    | Adelaide   | 9:13,55    |
| 1500 m stylem dowolnym | 18 marca 2012    | Adelaide   | 17:32,53   |
| Basen 25 m             |                  |            |            |
| 100 m stylem dowolnym  | 21 września 2008 | Melbourne  | 0:57,73    |
| 200 m stylem dowolnym  | 24 września 2008 | Melbourne  | 2:03,46    |
| Otwarty akwen          |                  |            |            |
| 5 km                   | 25 lipca 2015    | Kazań      | 1:00:52,10 |
| 10 km                  | 9 czerwca 2012   | Setubal    | 1:48:17,00 |

Źródło: 